# プロエクト

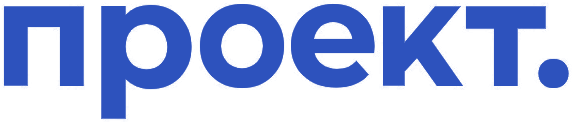
ロゴ

プロエクト（露: Проект、Proekt、直訳するとプロジェクト）は、ロシアを拠点とする非営利の独立系調査メディア組織・ニュースサイトで調査ジャーナリズムを専門としている。創設者はジャーナリストのロマン・バダニンで、編集長も務めている。

## 設立と活動
ジャーナリストのロマン・バダニンは、2001年以来、Gazeta.Ru、Forbes（ロシア）、インテルファクス通信、RBK、およびDozhdの編集長として活動してきた。2017年にスタンフォード大学でジャーナリズムを学んだバダニンはオンラインメディア形式の調査ジャーナリズムへの従事を考えており、翌年のロシア帰国後にプロエクトを立ち上げた。
立ち上げ以来、ウラジーミル・プーチン大統領とその側近、軍や国営のエネルギー企業の腐敗、ワグナー・グループについての調査記事を発表している。
2019年にワグナー・グループに関する調査を始めると、郵送の手紙で「復讐する」と殺害の脅迫があり、プロエクトのスタッフのFacebook、Telegram、 Gmailのアカウントがハッキングされた。またジャーナリストのマリア・カルペンコがカメラを持った男に追いかけ回されたという。
2021年6月にはバダニンとジャーナリストのマリア・ジョロボワの自宅が家宅捜索され、副編集長のミハイル・ルービンは、ウラジーミル・コロコリツェフ内務大臣の隠し資産に関する記事を発表後に拘束された。同年7月15日には検事総長がプロエクトの活動を禁止し、バダニンと記者たち（ピョートル・マニャキン、オルガ・チュラコワ、マリア・ゼレズノワ、ユリア・ルキャノワ）を外国エージェントに指定した。会社としての登録がアメリカで行われていることから、ジャーナリストがアメリカの会社から資金を受け取っており「ロシア連邦の憲法秩序と安全保障の基盤に対する脅威」とされた。
同月、実刑判決に直面したことからバダニンはアメリカへの亡命を余儀なくされた。セキュリティ上の理由により、チームのほとんどがロシア国外で活動することになるとバダニンは説明した。亡命先にてロシア語の調査報道室を立ち上げ、同年9月6日に系列のニュースサイト・エージェンシー（露：агентства、Agentstvo）を設立して現在に至っている。ジャーナリストたちは、ジョージアのトビリシに避難している。
2022年6月16日、アレクセイ・ナワリヌイのチームと同日にガスプロムについての調査記事を発表した。CEOのアレクセイ・ミレルはじめこの企業の関係者がプーチン大統領の身内や諜報機関出身者で固められており、資産管理と機密保持をしてきたことなどが記されている。
同年9月29日、ルハーンシク、ヘルソン、ザポリージャ、ドネツィク、ハルキウのロシア占領政府の実態についての調査記事を発表した。任命者大半（90％）が侵攻当初からロシア国民であり、多くがロシア大統領府の内部政治ブロックの代理人であった。つまりロシアは当初よりウクライナの占領を計画しており、この地域の自治は無いに等しい状況であるとしている。このようなロシア人が日々ウクライナに派遣され、その割合を増やしているという。
- ロシアから派遣された職員は、以前にもドネツク・ルガンスク人民共和国（以下DNR・LNR)の支配地域で働いた経験を持っている。またDNRの25議席は、少なくとも5議席がロシア人によって占められていたがクレムリンはこれを否定していた。しかし2022年夏以降、公然と大量にロシアから役人が赴任。6月上旬にはロシア産業貿易省のいち部門長ヴィタリー・コツェンコが新首相に就任。その1ヶ月後には閣僚ポストがロシア人によって埋め尽くされ、現地人は副職にまわされる程度となっている。 LNRの閣僚も交代。プーチン大統領の友人や親族が所有する石油化学大手シブールで要職を務めたウラジスラフ・クズネツォフ（前クルガン州副知事）を起用している。大臣にロシア人が占める割合は、LNRで20％、DNRで40％となっている。へルソン州、ザポリージャ州、ハルキウ州の政府はほとんどロシア人で構成されている。  その3人に1人が、ウクライナ占領地責任者であるセルゲイ・キリエンコ大統領府第１副長官が発案・監督する「知事の学校」「ロシアの指導者」コンテストなどの人事予備軍経験者である。また、キリエンコが長く住み働いていたヴォルガ地方の出身者、今も非公式に監督しているロスアトムの元職員も含まれる。
  - 2017年、「知事の学校」研修生が、思いがけず軍事訓練所に連行される事件が発生。モスクワ近郊のクビンカにある訓練場に連行され、パラシュートからのジャンプ、機関銃の発射、手榴弾の投擲、通過する装甲車の下に横たわることなどが強要された。怪我人も出ており、全員が合格とはなっていない。「知事の学校」の責任者は当時、「研修生は自分の意志で参加するが、未来の知事は装甲車の下で寝転がる必要はない」と語っている[13]。
- 占領地の実権は軍の司令官が握っており、初期にはロシア軍、ロシア連邦国家親衛隊、LNR人民民兵の将校であったと推定される。現地の民軍行政の出身者は経歴に問題があったり、評判の悪い人物も配置されている。  この司令官は多くの場合、目立たないようにしており、名前や顔を出さない場合が多い。彼らは司令官室で親ウクライナ派の活動家・反対者・協力拒否者に「話を聞く」(拷問がつきものであるという)。マイダン後にウクライナから逃亡したヴィクトル・ヤヌコーヴィチ大統領の親ロシア派の地域政党や、プーチンの従兄弟であるヴィクトル・メドヴェドチュクの政党OPZJの出身者は協力的だが、ロシア側に従わなかった者は拘束後に捕虜交換により解放された者もあれば、行方不明のままである者もいる状態である。
- ウクライナ南部ザボリージャ州のエネルゴダール軍民行政の責任者は、ロシア国営メディアでは「アレクサンドル・ヴォルハ」と呼ばれている。これはクリミア半島のアルシュタの首都建設部門の元部長、オレクサンドル・モロコフの偽名である。2016年にモロコフは職権乱用と汚職の疑いで拘束され、2019年2月に厳格な刑務所で4年の服役と3年間の公務就任禁止の判決が言い渡された。2022年6月、モロコフはエネルゴダールの軍司令官となり、その後、市政の責任者となっている。  前クラスノダール市長で、現在はハルキウ州占領政府のトップであるアンドレイ・オレクシエンコは、2021年12月に大規模な収賄の疑いで拘束された。捜査関係者によると、オレクシエンコは違反建築された住宅が要件を満たしているという証明書を発行し、その対価として160万ルーブル相当のライフルを受け取っていたという。ロシア調査委員会の中央事務局が担当した事件にもかかわらず、アレクセンコは逮捕後すぐに釈放され、2022年8月、ウクライナに赴任。  最近までセヴァストポリ市の首都建設部長を務めていたイラリオン・ガピツォノフは、2022年9月、クリミア法執行機関が "クリミア開発のための連邦目標プログラムの資金の不正使用に関する事件の関係者" として指名手配していた。同月上旬に公開されたガピツォノフに関する配属報告書には「ウクライナ方面へロシア連邦の領土を離れる意思を持っている」と記されており、戦争で破壊された占領地の再建を監督することになった。

同年10月14日、オンラインマガジンSpektr.Pressと協力し、リトアニアの映画監督マンタス・クヴェダラヴィチュス殺害についての調査結果を公表した。故人はまだ完全に封鎖されていないマリウポリに入り、携帯電話で映像を撮っていたという。その傍ら、チャットルームで依頼を受け、街に取り残された女性たちを連れ出そうとしたが、ロシア軍に逮捕され殺害された。救出された女性たち・殺害現場周辺の住民の証言から、その地域にいたドネツク人民共和国の部隊が分かっており、関与した可能性のある兵士たちの名を挙げている。
2023年9月11日、人権擁護者ウラジーミル・オセチキンについての調査記事を掲載した。オセチキンがロシア国内で活動していた頃の知人やフランスに亡命以降に関係を持った人々に取材し、当初より営利目的で人権擁護活動を行い、フランスに亡命以降は1時間5万ルーブル（無資格）で法律相談に乗り、ビアリッツでロシア人向けの不動産販売をした後に自身の亡命経験を収益化しはじめた経緯について詳らかにしているほか、ロシアによるウクライナ侵略以降にオセチキンがロシア出国を手助けしたとする亡命者たちを実際には援助していないことなどを事例を挙げて説明している。